# Bretonok

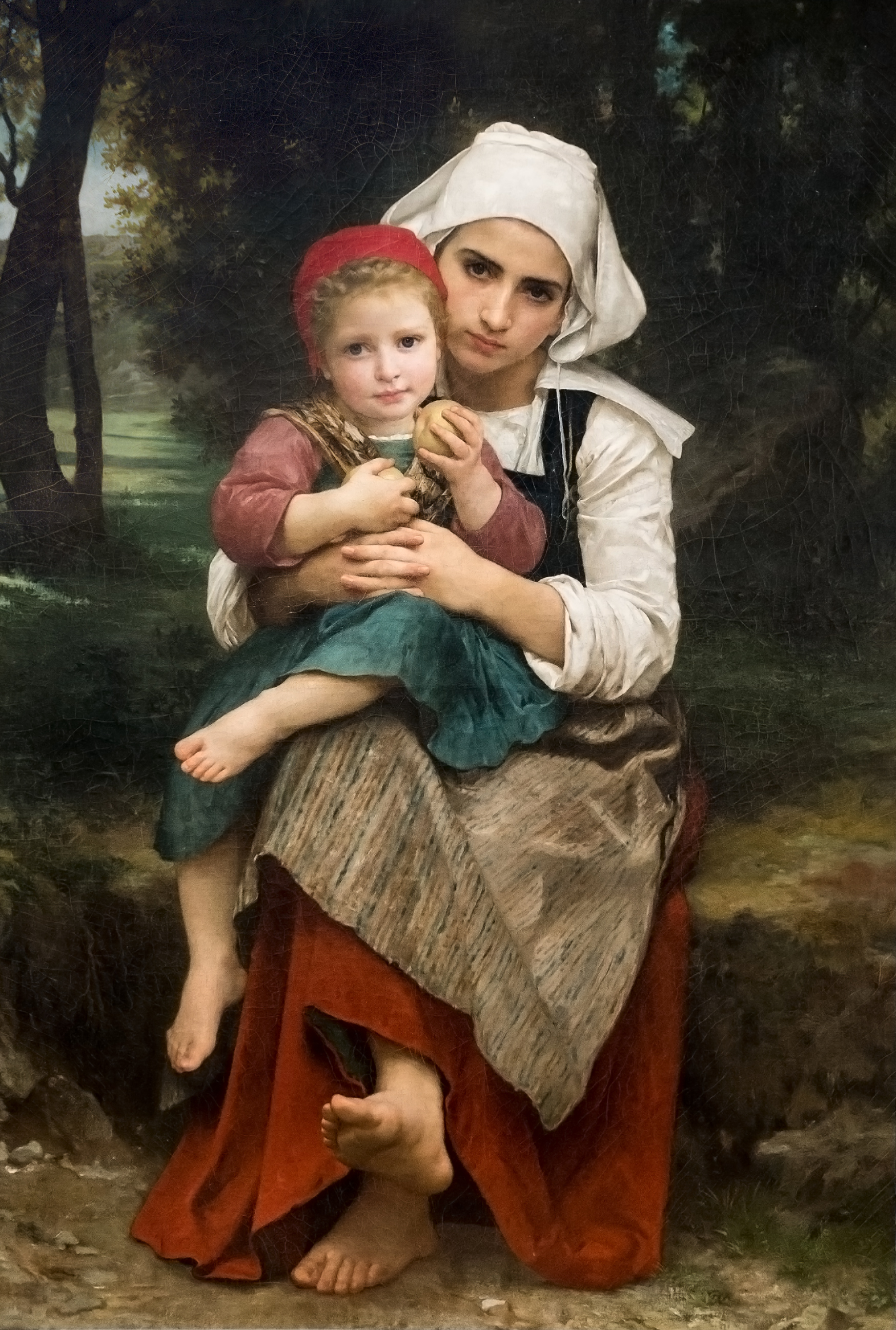
William-Adolphe Bouguereau: Breton testvérpár

A bretonok (Bretoned) többségükben Franciaországban, Bretagne területén élő népcsoport. A bretonok eredetüket a 4-6. század között a Brit-szigetek délnyugati részéről, két hullámban érkező kelta telepesekre vezetik vissza. A breton nép nyelve a breton nyelv (Brezhoneg), amit ma kb. 365 000 ember ért, közülük 240 000 beszél folyékonyan.
Franciaországnak az a régiója, ahol letelepültek, a bretonokról kapta ma is használatos nevét: Breizh bretonul, Brittany angolul, Bretagne franciául – magyaros kiejtéssel: brézs. Bretagne és a bretonok a hat kelta nemzet közé tartoznak.
A Bretagne-ban és Franciaország területén élő bretonok számát csak megbecsülni lehet, mivel a francia statisztikai hivatal nem közöl ilyen jellegű adatokat. Bretagne lakossága 2007-ben 4,3 millió fő volt. Becslések szerint 1914-ben több, mint 1 millió fő használta a mindennapi életben a breton nyelvet, Bretagne nyugati részén a lakosság közel 90%-a. 1945-re ez az arány 75%-ra csökkent és napjainkban az optimista becslések szerint is csak a lakosság 20%-a beszéli a nyelvet. A bretont folyékonyan beszélő 240 000 fő közel háromnegyede napjainkban már 65 éves vagy idősebb.

## Jellemzőik

### A bretonok származása

Julius Caesar hadjáratai Galliában

Bretagne területére Kr. e. 5. században települtek be az első kelta törzsek, akik később nyugati irányba folytatták terjeszkedésüket. Kr. e. 1. században Julius Caesar gall hadjárata utána térség római uralom alá került. Caesar Kr. e. 56-ban fordult az Armorica néven ismert térségben élő venétek ellen, akik a gall törzsek szövetségét próbálták összehozni. Mivel a venétek jelentős flottával rendelkezett, Caesar is kénytelen volt hadihajókat építeni és kombinált szárazföldi-tengeri hadműveletben mért vereséget a venétekre.
A 4. században a Római Birodalom jelentős számú brit könnyűgyalogos egységet állomásoztatott Bretagne területén, akik leszerelésük után itt kaptak földet és itt telepedtek le. A 9. században írt Historia Brittonum krónika szerint a trónbitorló Magnus Maximus császár, aki csapatokat vont vissza Britanniából, ide telepítette katonáit. A római kivonulás után számos telepes érkezett Britanniából, akik az angolszász és skót hódítók elől menekültek.
Manapság általánosan elfogadott, hogy a déli brit nyelveket beszélő telepesek adták a térség nevét (Brezh). A breton nyelv legközelebbi rokonai a cornwalli és a walesi nyelv. A második brit betelepülési hullám során számos keresztény hittérítő érkezett a térségbe (Bretagne hét alapító szentje), akiknek nevét számos település viseli a mai napig. Az ír hittérítő Szent Kolumbán szintén itt tevékenykedett.
A középkor elején a térségben három önálló államalakulat jelent meg: Domnonia, Cornouaille (Kernev) és Bro Waroc'h (Broërec), amelyek később a Bretagne-i Hercegségben olvadtak össze. Az első két királyság neve megőrizte a betelepülők származási helyének nevét (Cornwall (Kernow) és Dumnonia). A Bro Waroc'h királyság ("Waroch földje") neve az egyik első breton uralkodótól származik, aki Vannes környékén uralkodott.
A normannok mellett a bretonok játszották a legjelentősebb szerepet Anglia normann inváziója során. Számos breton nemes ért el magas rangot I. Vilmos angol király és utódainak udvarában, pozíciójukat a normann nemességgel való házasságok is erősítették. többek között a skót Stewart klán és a Stuart-ház is breton ősöktől származik.

### Bretonok a nagyvilágban
Mivel a bretonok mindig is híres tengerjárók voltak, számos tengerész és felfedező került ki közülük.

## Breton nyelv
A breton nyelv a bretonok identitástudatának fontos alkotóeleme. A nyelv kelta eredetű, legközelebbi rokonai a cornwalli, illetve a Walesi nyelvek. A breton, a corni és a walesi nyelveket egyébként a kelta nyelvek ún. szigeti kelta nyelvek csoportjához sorolták be. Bretagne keleti részén a bretonnal rokon nyelv, a gallo alakult ki, amelynek szókincse, kiejtése és kifejezései nagymértékben hasonlítanak a bretonhoz.
Franciaországban egyik nyelv sem élvez hivatalos nyelvi státuszt, azonban Bretagne lakói közül ma is sokan használják a bretont a mindennapi életben, a társas érintkezés során (elsősorban az idősebbek), és Bretagne nyugati részén nem ritkák a kétnyelvű közlekedési táblák és utcanevek.
1880-tól a 20. század közepéig a bretont kitiltották a francia állami iskolákból, ahol az oktatás egyedüli nyelve a francia volt és a gyerekeket megbüntették, ha a tanárok meghallották őket bretonul beszélni. A helyzet csak 1951-ben változott a Deixonne-törvény elfogadásával, amely lehetővé tette a breton nyelv és kultúra oktatását heti 1-3 óra terjedelemben az állami iskolákban (ha a tanár képes volt és vállalkozott erre). Napjainkra számos (magán és állami) iskola vállalta fel, hogy breton nyelven oktatja a tanulókat, vagy pedig kétnyelvű, breton-francia képzést indítottak.
A breton nyelvnek négy fő dialektusát szokták megkülönböztetni: Gwenedeg (Vannetais), Kerneveg (Cornouaille), Leoneg (Leoni) és Tregerieg (Trégor). A különféle dialektusok beszélői többé-kevésbé megértik egymást. A breton nyelv helyesírását 1908-ban rögzítették, ekkor a Gwenedeg dialektust még nem vonták be, csak az 1941-es reformokat követően.

### Breton nyelvű média
Bretagne-ban számos breton nyelvű napilap, hetilap, magazin és természetesen online kiadvány érhető el, többek között az Al Lanv, amelynek Quimper-ben van a székhelye és az Al Liamm, Louarnig-Rouzig-ból.
A breton nyelvű rádióállomások közé tartozik az Arvorig FM , France Bleu Armorique, France Bleu Breizh-Izel, Radio Bro Gwened, Radio Kerne és a Radio Kreiz Breizh.
Breton nyelvű televíziós programokat a francia televízió helyi csatornái közvetítenek, mint a France 3 Breizh, France 2 Iroise, TV Breizh és a TV Rennes.

## Breton zene

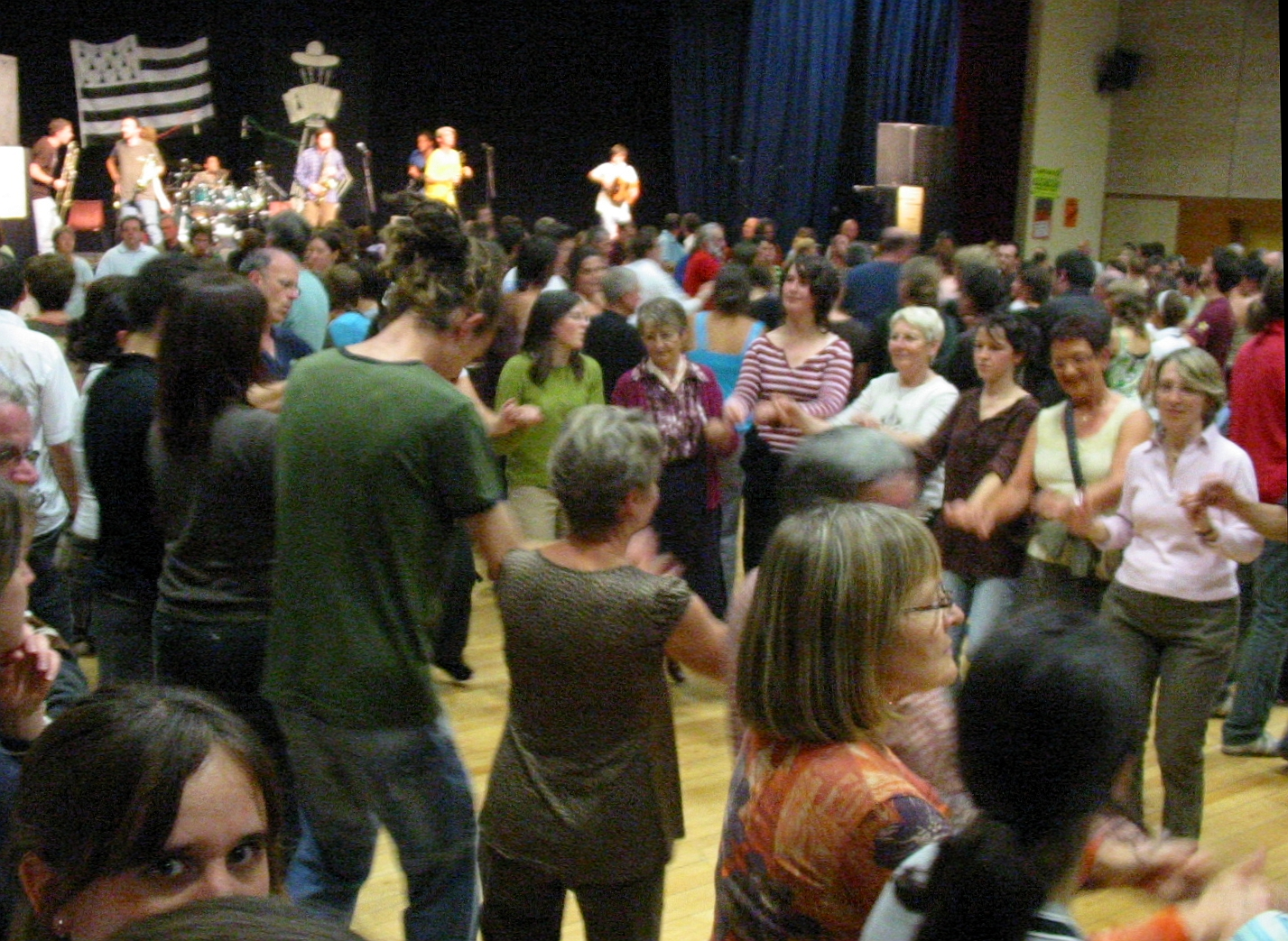
A fest noz táncot táncolja egy csoport 2007-ben a Mill Góll fesztivál során

A bretonok kultúrájának része a fest-noz fesztivál (vagy tánc), amit elsősorban Bretagne-ban tartanak. Franciaországban máshol is tartanak 'festoù-noz néven ünnepséget, amelyek lényegében a breton hagyományokat közvetítik más régiók felé. A fest-noz fesztivál táncainak gyökerei igen régre, némelyik a középkorig nyúlik vissza, de maga a fesztivál ötlete csak az 1950-es években merült fel először.

### Hagyományos táncok
A breton táncok közül a legismertebbek a gavotte, az an dro, az hanter dro és a plinn. A fest-noz fesztivál idején ezeket a táncokat adják elő, általában láncban vagy közben állva (és egymás ujját fogva). Más breton táncokat párok táncolják és rendes koreográfiájuk van.

### Tradicionális zene
A hagyományos breton zene két fajtája közül az egyik az a cappella jellegű kan ha diskan, amit lehet zenével vagy csak önmagában előadni. A hagyományos hangszerek közé tartozik a bombarde (oboához hasonlít), illetve a breton duda, a biniou kozh. A hagyományos breton zenében megszólal a harmonika, a klarinét és a hegedű is. A második világháború után a skót dudák is kezdtek elterjedni a vándorló zene csoportoknak köszönhetően.

### Kortárs breton zene
Napjainkban számos zenei stílust képviselhetnek a kortárs breton zenekarok, a rockzenétől kezdve a jazzen át az etnórockig és a punkzenéig. Egyes modern fest-noz csoportok már elektromos billentyűs hangszereket és szintetizátorokat is használnak.

### Bretonok és a sci-fi
Poul Anderson amerikai sci-fi-író egyik regényének főhősei bretonok, a cselekmény legnagyobb része Bretonföldön játszódik, egy nagy háború utáni távoli jövőben.
- Poul Anderson.szerk.: Futaki József: Majd ha az Orion fölszáll, ford.: Fencsik Flóra, Kozmosz Fantasztikus Könyvek (magyar nyelven), Budapest: Móra, 1–310. o.. ISBN 9631165922, HU ISSN 0865-1221 [1983] (1990) „Rőt Mael gazda Ar-Morban élt. A vidék Brézs legnyugatibb csücskén terült el, maga Brézs pedig a Tartomány legnyugatibb csücskén. Csillaghon innen nézve a keleti ég alján fénylett; gyakran eltakarták a fák, a dombok, a felhők, s feleakkorának látszott csupán, mint a telihold.”

## Breton különlegességek

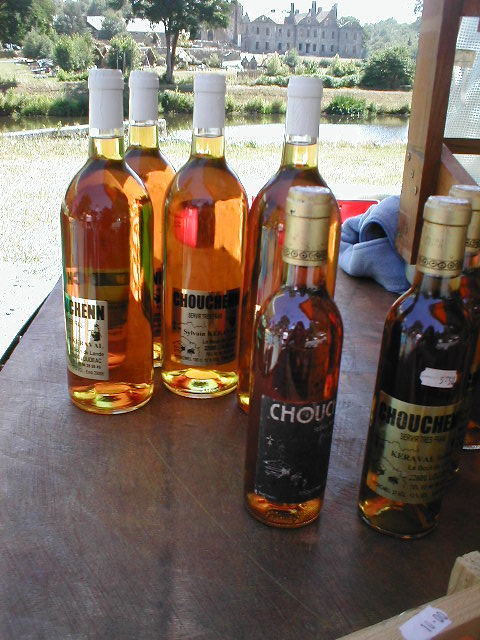
Néhány üveg chouchenn

A breton konyha számos elemet átvett a francia konyhaművészetből, de emellett megőrizte néhány helyi jellegzetességét is, mint pl.:
- lambig – almaborból lepárolt gyümölcspárlat
- krampouez – vékony, búza- vagy rozslisztből készült palacsinta (galettes de blé noir), amit sós töltelékkel, főételként fogyasztanak
- far forn – édes puding szilvával
- kouign-amann – vajas tésztából készült péksütemény
- chist – almabor avagy cider
- chouchenn – breton mézbor[9]

## Bretagne és a bretonok jelképei

Bretagne zászlója: Gwenn Ha Du (fehér és fekete)

A bretonok hagyományos jelképei közé tartoznak a breton nemzeti himnusz Bro Gozh ma Zadoù. A breton hercegek jelmondata Kentoc'h mervel eget bezañ saotret volt breton nyelven, vagy Potius mori quam fœdari latinul (Inkább a halál, mint a szégyen). A breton nemzeti ünnep napja május 19-e, Szent Ivó (Saint Yves) napja. A hermelin bundája a breton identitás fontos része, helyet kapott a breton hercegek címerén és a L'Ordre de l'Hermine nemesi lovagrend nevében is.

## Híres bretonok

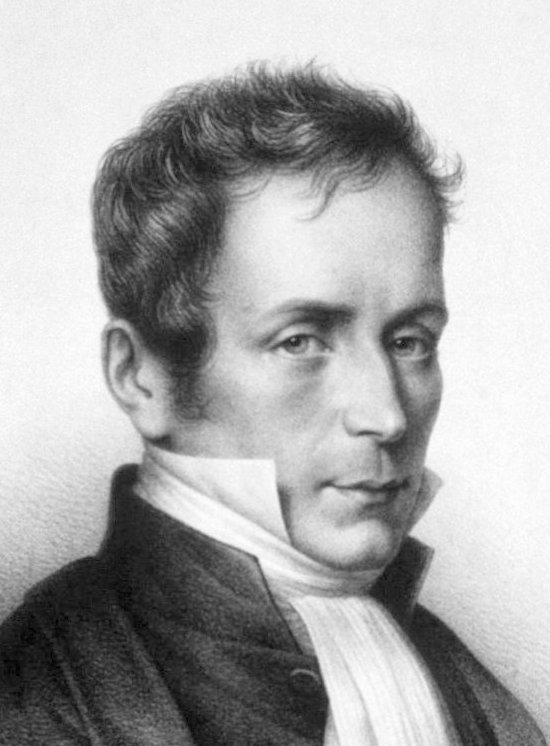
René Laennec
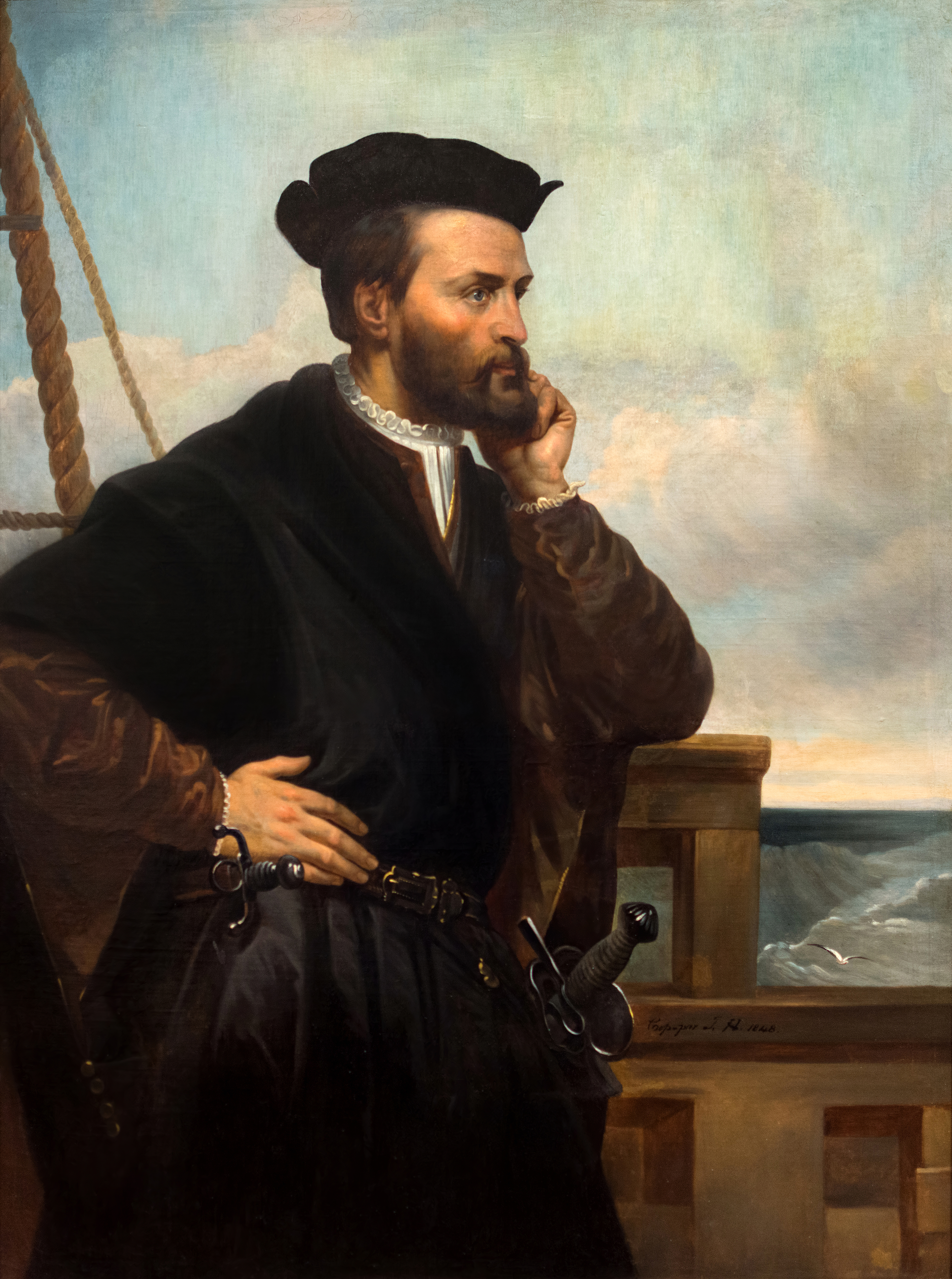
Jacques Cartier
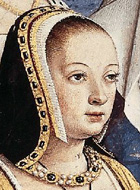
I. Anna breton hercegnő
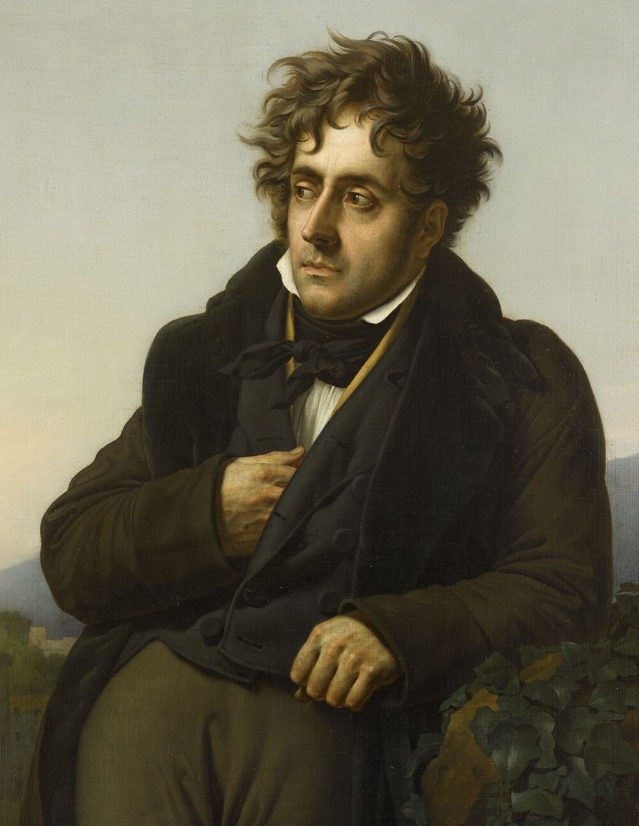
François-René de Chateaubriand
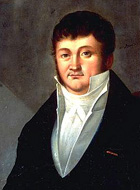
Robert Surcouf
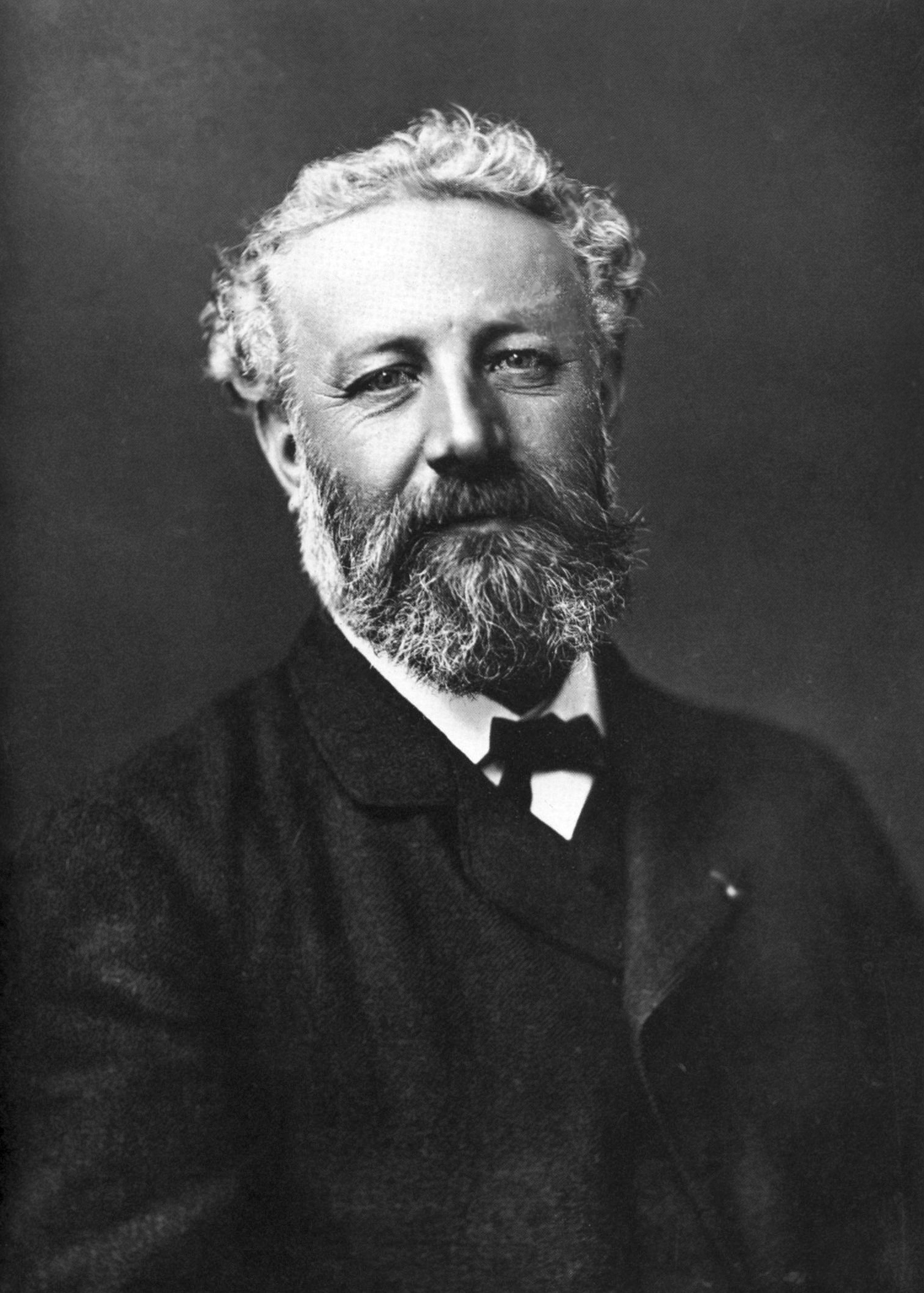
Jules Verne
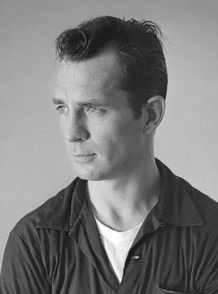
Jack Kerouac
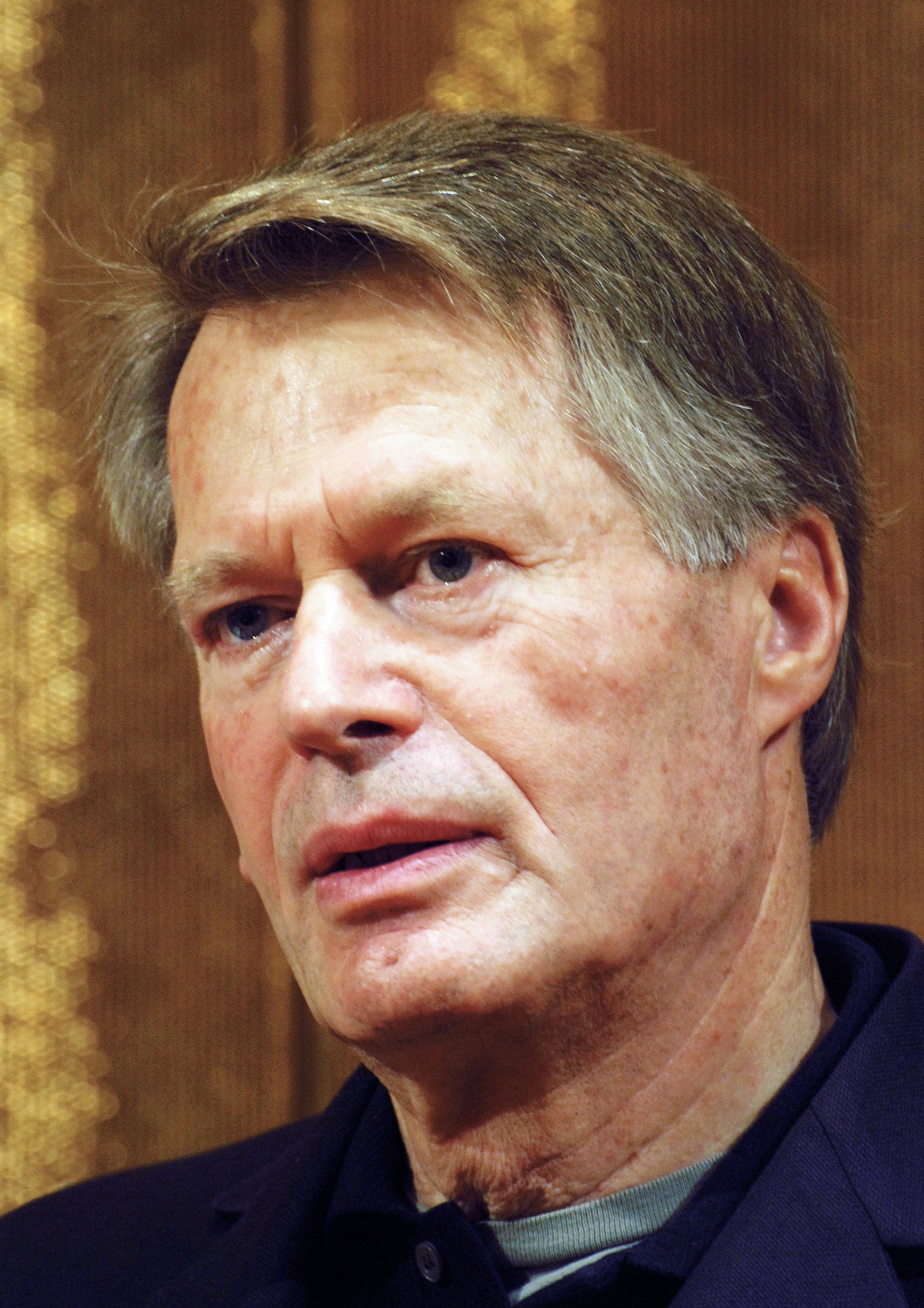
Jean-Marie Gustave Le Clézio

## Bretagne képekben

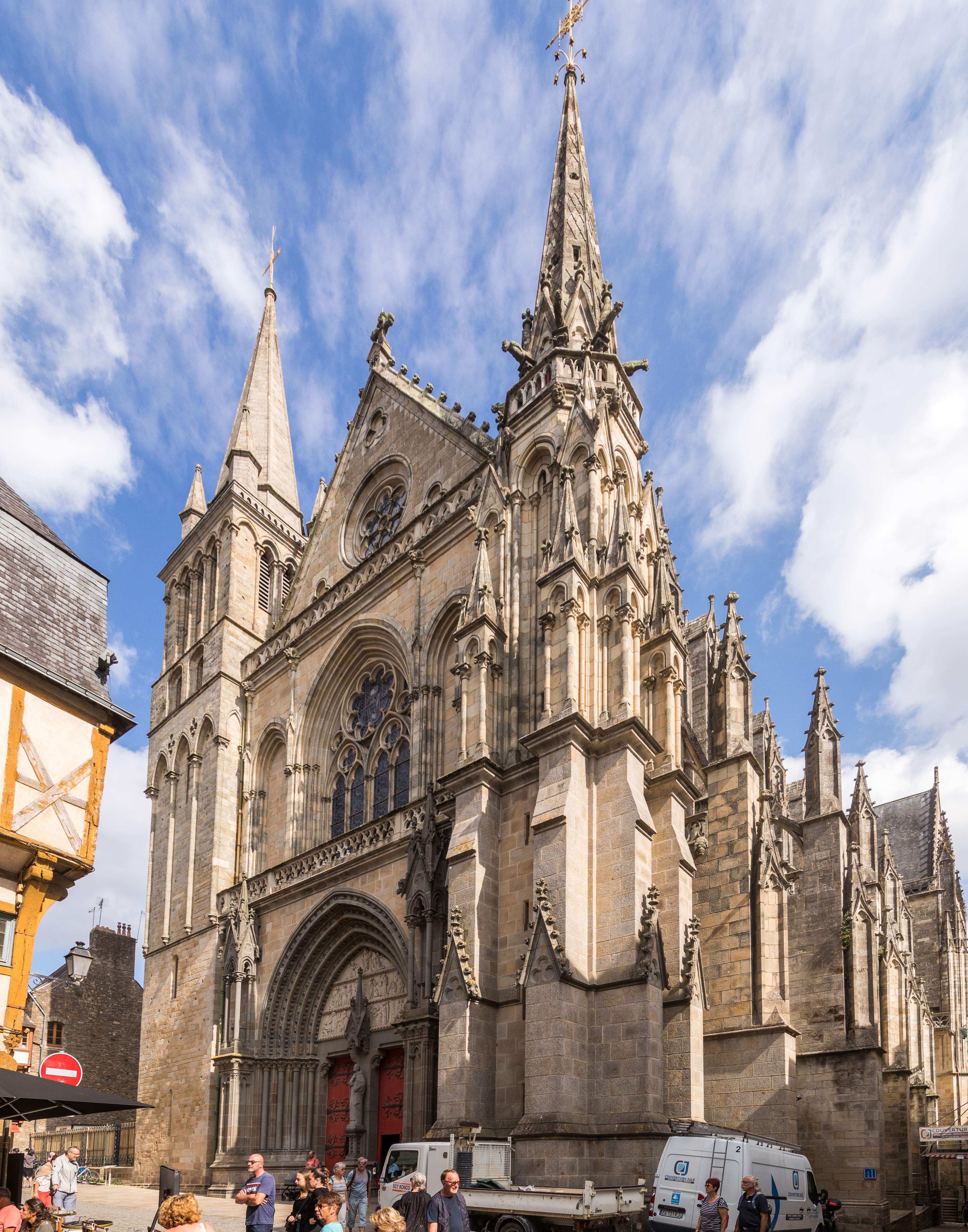
Vannes-i katedrális
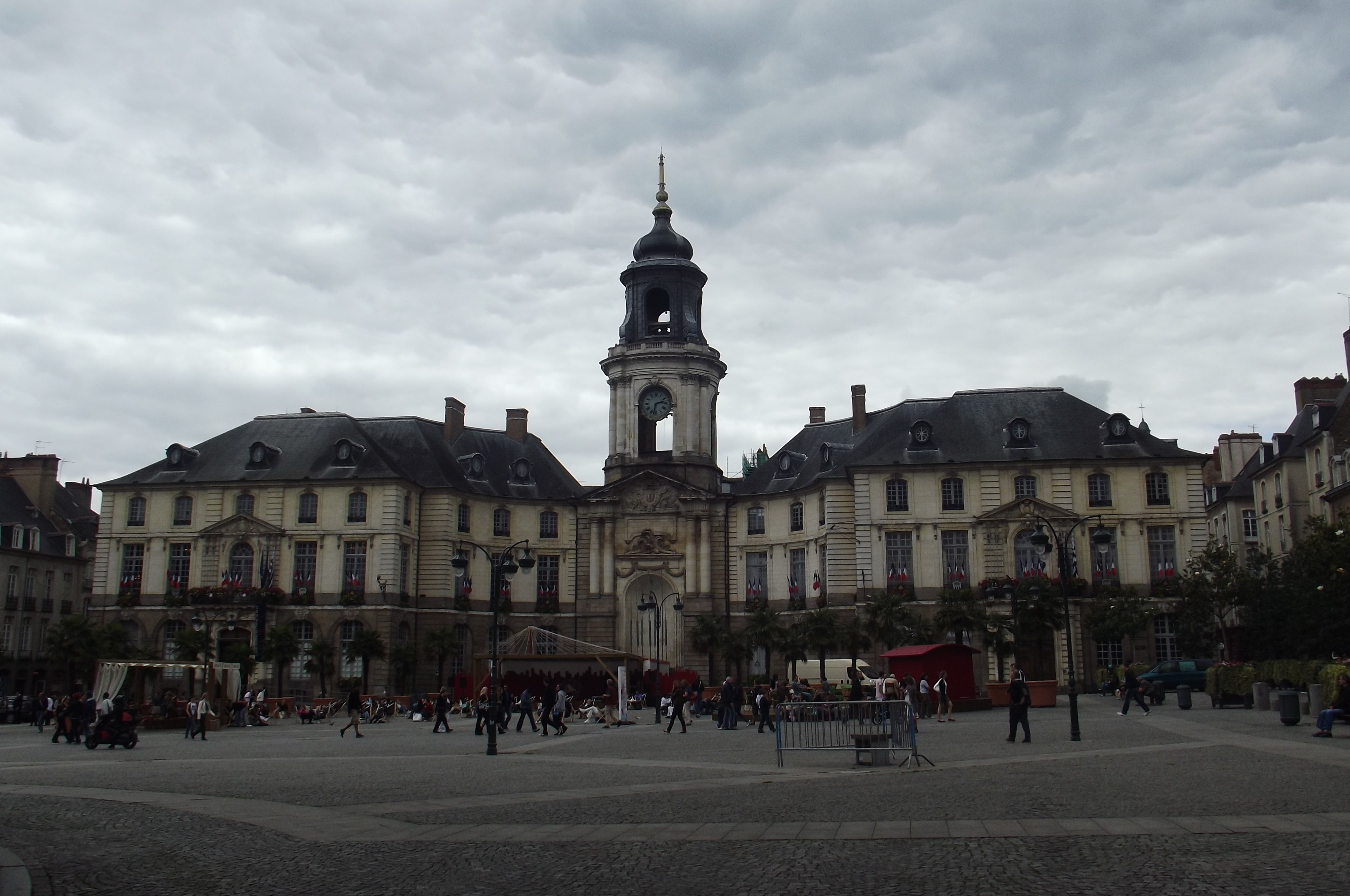
Rennes-i városháza
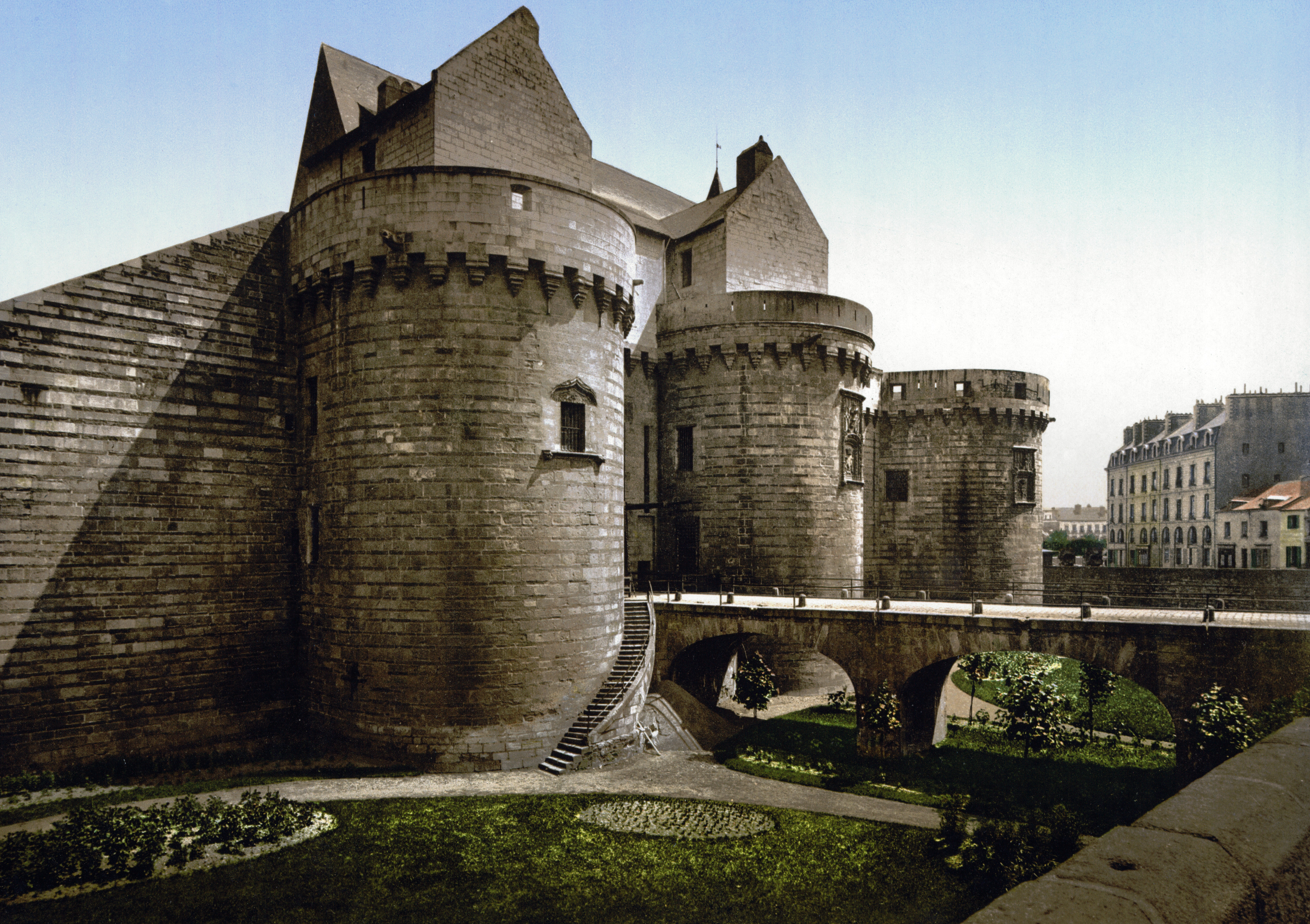
A breton hercegek vára
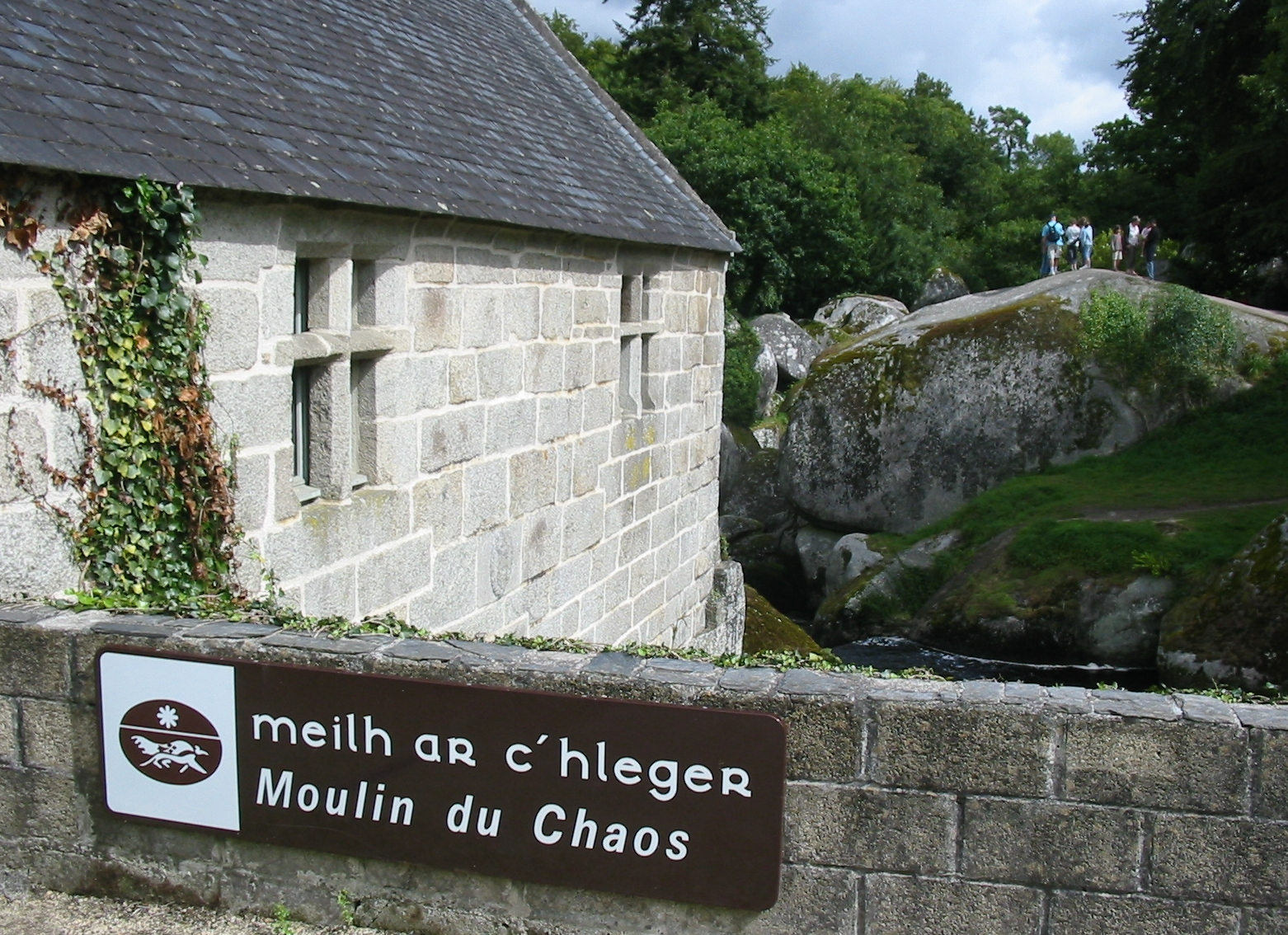
Huelgoat, a Kerouac család ősi otthona
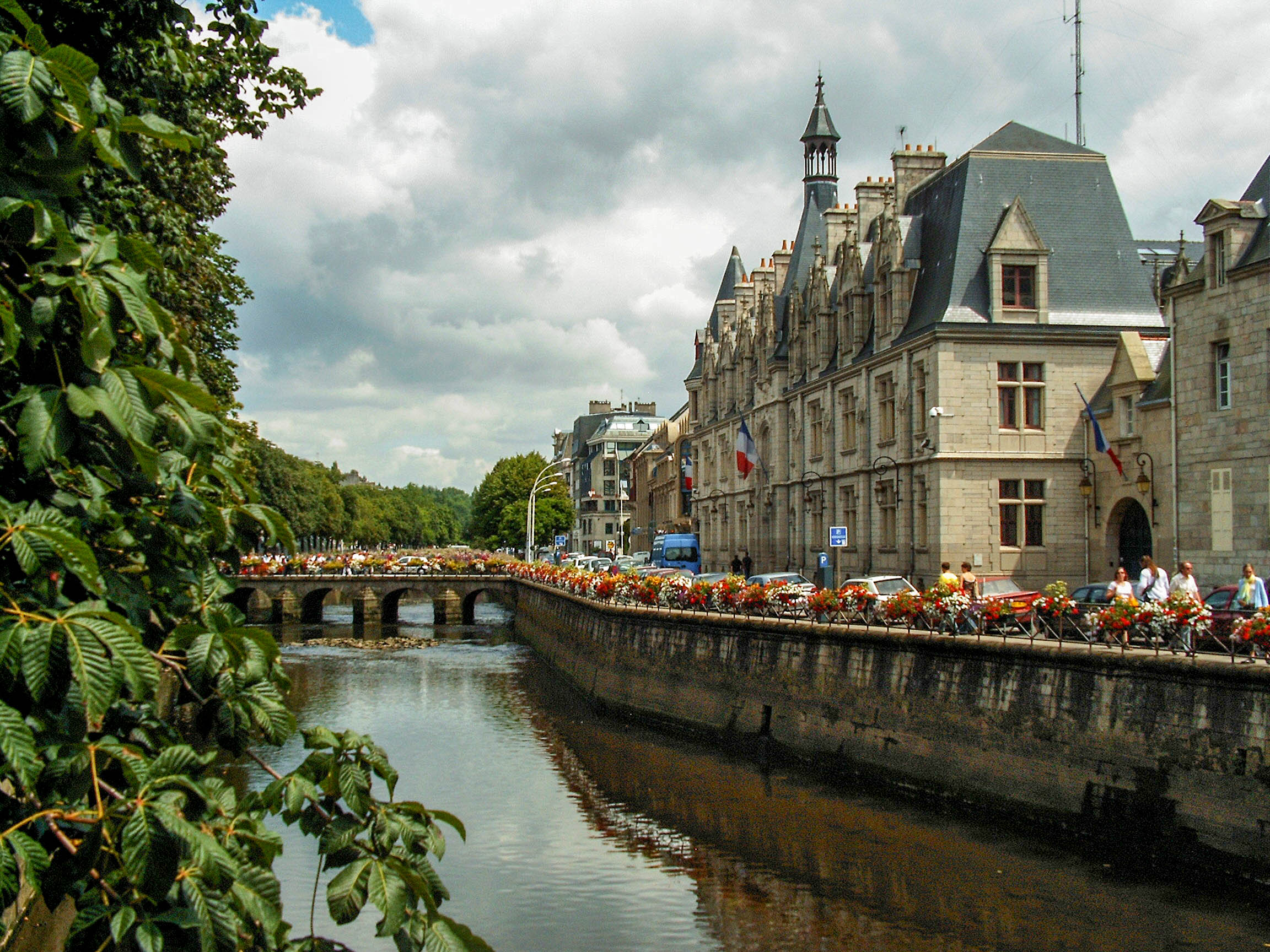
Quimper
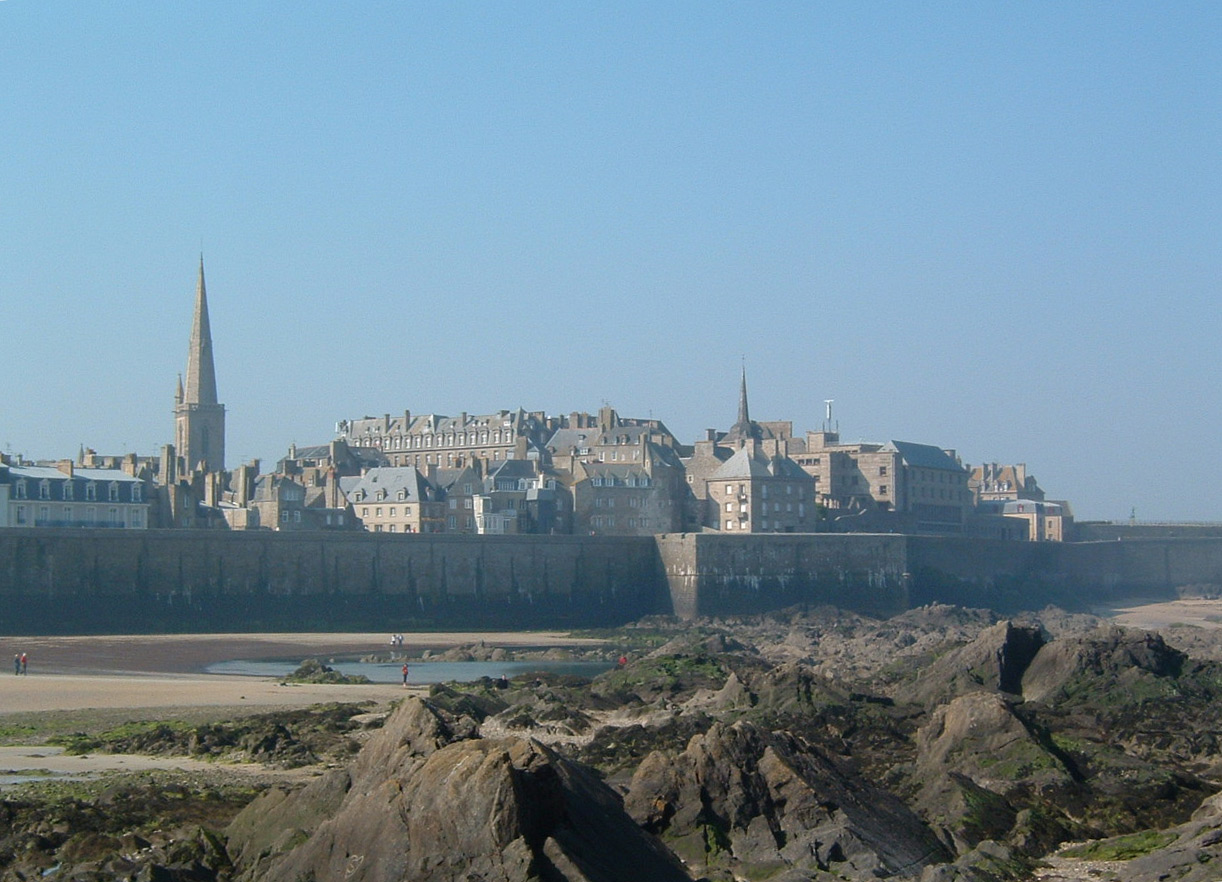
Saint-Malo
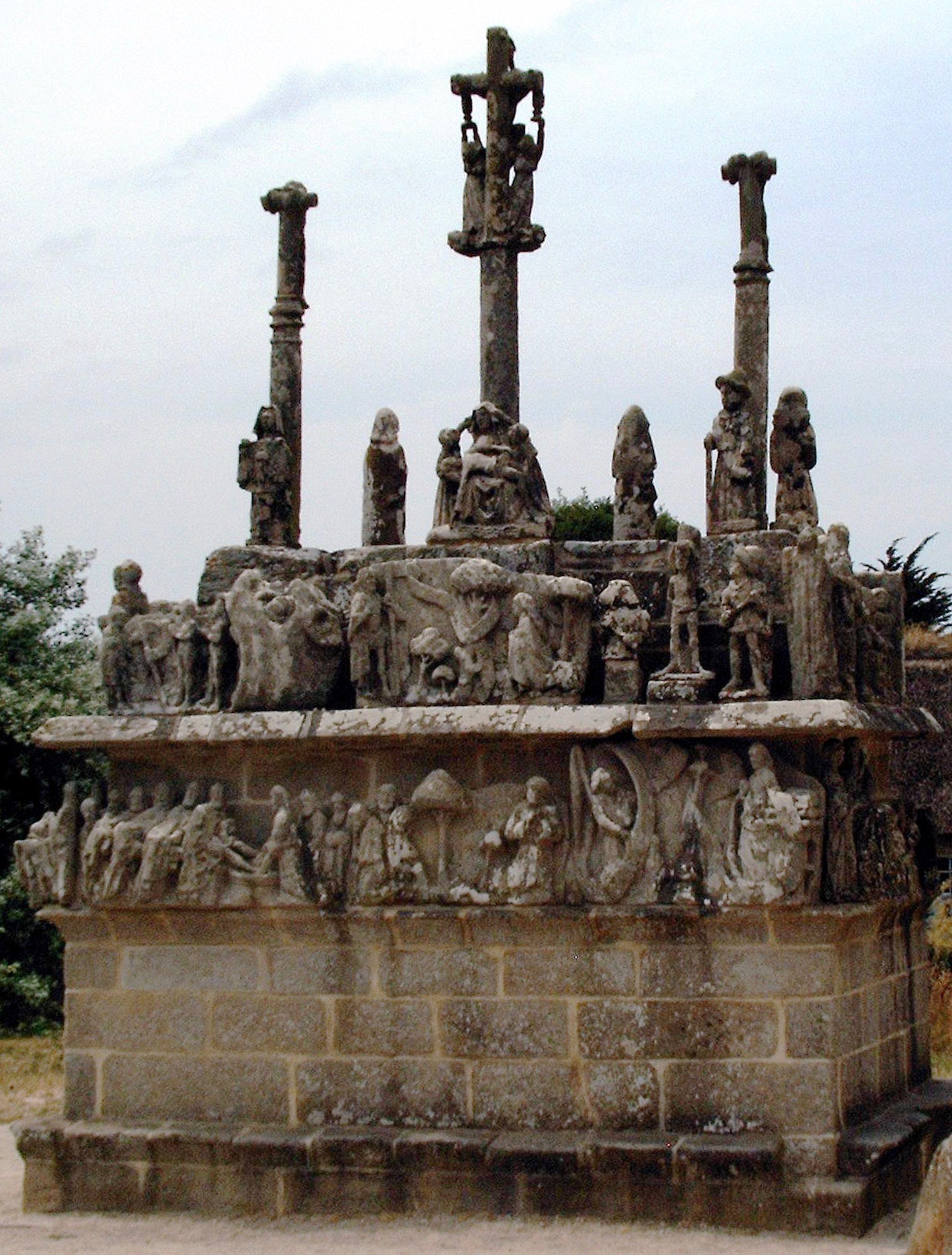
Faragott kálváriaszobor.
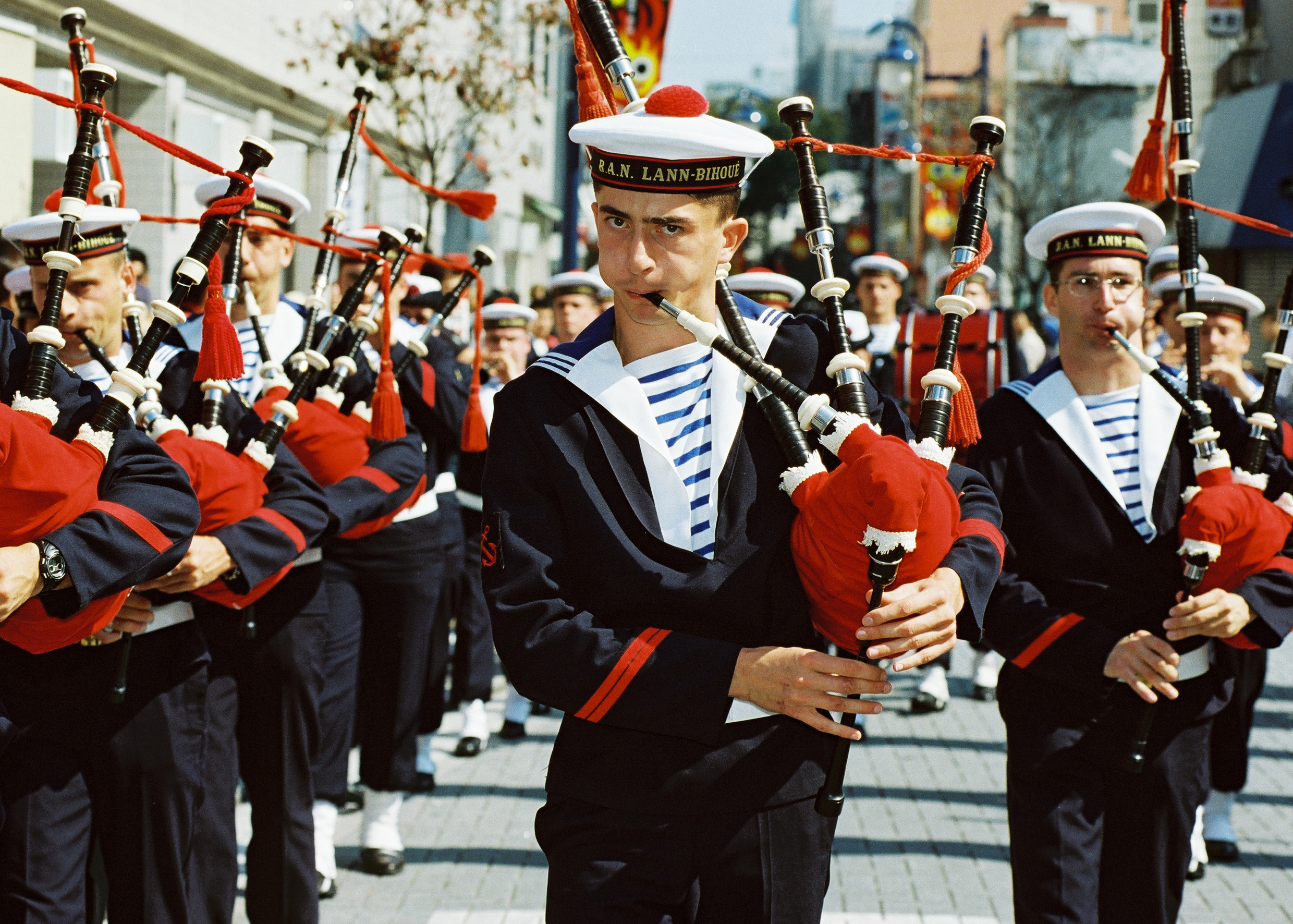
Bagad de Lann-Bihoué, hagyományos breton zenét játszó zenekar

## Fordítás
- Ez a szócikk részben vagy egészben  a   Breton people című angol Wikipédia-szócikk fordításán alapul.  Az eredeti cikk szerkesztőit annak laptörténete sorolja fel. Ez a jelzés csupán a megfogalmazás eredetét és a szerzői jogokat jelzi, nem szolgál a cikkben szereplő információk forrásmegjelöléseként.